# María Teresa Josefina Janicki
María Teresa Josefina Janicki fue una maestra y profesora francesa que residió en Uruguay y fue madre de destacadas profesionales uruguayas: Paulina Luisi, Clotilde Luisi, Luisa Luisi e Inés Luisi.

## Biografía
Hija de exiliados polacos en Francia. Inspectora en un instituto educativo en Lyon y miembro de un grupo de mujeres que defendían la educación laica y el derecho a voto de las mujeres. En 1880 esta lucha tendrá un logro: las directoras de escuela y las inspectoras generales pueden ser electoras en los cargos del Consejo Superior de la Instrucción Pública, y pueden ser electoras y elegidas para los cargos de los Consejos Departamentales de la Instrucción Pública. 
En 1870 conoce al italiano Ángel Luisi Pisano con el que se casa y poco después del matrimonio abandona Francia para radicarse en Colón, (Entre Ríos, Argentina) en 1872. Posteriormente se trasladan a Paysandú, Uruguay en 1878.
El matrimonio Luisi Janicki se dedicó a la educación en todos sus aspectos, aportando sus conocimientos de nuevas ideas pedagógicas como impulso fundamental del desarrollo de la libertad, igualdad y fraternidad. Josefina organiza en Paysandú la primera escuela con un jardín infantil en el Uruguay en 1885.
Sus hijas mujeres estudiaron magisterio y tres de ellas siguieron estudios universitarios. Paulina fue la primera mujer médica en Uruguay, Clotilde la primera mujer abogada, e Inés luego también culimino sus estudios en Medicina. Luisa fue educadora y poeta. Ángel fue técnico agrimensor y Héctor Luisi, contralmirante (y padre, a su vez, del político y diplomático Héctor Luisi).